# 皮耶尔·保罗·卢凯塔
皮耶尔·保罗·卢凯塔（義大利語：Pier Paolo Lucchetta，1963年1月14日—），意大利前男子排球运动员。他曾代表意大利国家队参加1984年和1988年夏季奥林匹克运动会排球比赛，其中1984年奥运会收获一枚铜牌。